# 陸隴其

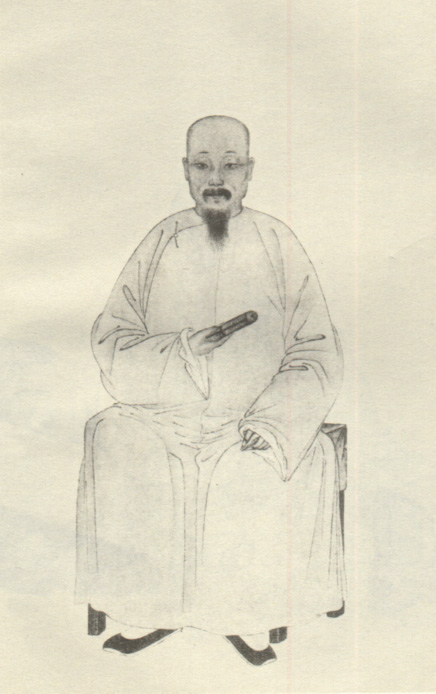
陸隴其

陸隴其（1630年—1692年），原名龍其，字稼書，浙江嘉興府平湖縣人，清朝理學家。

## 生平
明朝崇禎三年（1630年）出生，年少時雖然貧窮但好學，自許為聖賢之人，不做不義之事。歷官江南嘉定、直隸靈壽知縣、四川道監察御史等，任官期間抑制豪強，整頓胥役，深受人民愛戴。他特別專精於程朱之學。
清朝康熙九年（1670年）中二甲進士。康熙十七年任江苏嘉定县（今上海市嘉定區）知县，因得罪巡抚慕天颜，當其談到嘉定縣政務繁雜又多逃税者，陸隴其雖然操行堪稱一流，然而卻沒有應付複雜事務的才幹，應該將他調到事務簡約的縣。因此陸隴其被以才力不及為由，被降調其他職位。嘉定縣裡有某人在道路上被強盜所殺，而其家人卻以仇殺上訴，陸隴其據實詳報，捕獲了強盜並審判定案，然而朝廷刑部認為最初的報告沒有説到強盜之事，以隱瞞盜賊的過失奪去陸隴其的官職。
離任時，只帶了幾卷圖書和妻子的織布機，民眾“扶老攜幼，哭卷攀轅”，“嘉定士民數千泣留不得，因刻《公歸集》為贈”。俞鶴湖有詩讚曰：“有官貧過無官日，去任榮於到任時。”
同年，朝廷以博學鴻儒科選拔人才，工部主事吳源起以陸隴其對理學了解之身及做人文行無愧，推薦他參加考試，但他卻因為父親過世而返回故鄉，因此沒來的及參加考試。
康熙十八年（1679年），左都御史魏象樞遵照皇帝的命令推舉清廉的官員，上疏舉薦陸隴其生活廉潔且愛戴人民，於是康熙帝命令他守喪期滿後可恢復為知縣。
康熙二十二年（1683年），魏象樞以“天下第一清廉”為由，薦舉陸隴其補轉知靈壽縣，授陸隴其為靈壽縣知縣。靈壽土地貧瘠、百姓貧困且勞役繁多，於是陸隴其向上司請求，與鄰近的縣交換服役，可以輪流更代。陸隴其實行鄉約，反覆教育百姓，務必去掉好爭鬥和輕生的習俗。
康熙二十三年（1684年），直隸巡撫格爾古德將陸隴其和兗州知府張鵬翮一起作為清廉官舉薦。
康熙二十九年（1690年），康熙帝下詔讓九卿舉薦學問優長、品行可用的人，陸隴其再次被推薦，得到聖旨，可以調任為京官。陸隴其調京後被授為四川道監察御史。
康熙三十年（1691年），清軍征討噶爾丹，政府為籌集軍費而採用向捐款人授以官位的做法。御史陳菁請求停止捐款人必須經過保舉才能升官的做法，而實行多捐者優先錄用的政策，吏部討論後沒批准實行。陸隴其認為如果允許捐款者可以不用保舉，那麼與憑正途而做官就沒什麼區別了，再説清廉是不可能通過捐款而得到，至於捐款者優先錄用，等於開了為名利而奔走的門路，故政策是不可行的。特別要請求實行捐款人如果在三年內無人保舉，便讓他辭官退職的做法，用來澄清升官的途徑。陸隴其以上述上疏朝廷。於是，康熙帝下詔讓與陳菁詳細討論。陸隴其再次上疏，他認為捐款的人賢愚混雜，只有靠保舉才能防止其中的弊端。戶部以捐款者都在觀望，將會遲誤軍需為由，請求奪去陸隴其的官職。康熙帝認為陸隴其任官時間不長，不瞭解情況，的確應該處分，但是作為言官可以原諒，且當地民心惶惶不安，唯恐陸隴其發配遠地。於是，陸隴其得以免於發配。任用期滿，吏部討論將他外調，陸隴其因而告假還鄉。
康熙三十一年（1692年），陸隴其去世。
康熙三十三年（1694年），江南學政許汝霖任滿，打算用陸隴其，因其為官清廉且學識淵博，左右侍臣這才奏報陸隴其已去世，於是就用了邵嗣堯，因為邵嗣堯過去與陸隴其都是由於為官清廉而由外官調到京城。
雍正二年（1724年），雍正帝親臨學宮，下令增加隨從祭祀的儒者，陸隴其在其中。
乾隆元年（1736年），特贈予陸隴其清獻的諡號，並加贈內閣學士兼禮部侍郎銜。

## 理學思想
陸隴其是清代初期尊崇朱熹理學、力辟王守仁心學的重要思想代表，享有“醇儒第一”、“傳道重鎮”的盛譽。在其儒學研究中，陸隴其通過全面地評析儒家學說的發展演變，充分地認識到學術的正誤盛衰，關係著國家社會的興衰存亡。因此，陸隴其在對明亡清興政治變革的深刻反思中，痛切地指出明代的覆滅皆因於陽明心學的興盛流行，以及程朱理學的沉淪衰微，斷然地認為今之為學當尊崇程朱理學，力黜陽明心學。在彰揚朱學的過程中，陸隴其又揭斥了王學的空疏流弊，主張學術必須致於實用，實行則須始於實學。陸隴其所著《學術辯》力闢王陽明之學說為禪學，且認為其說之弊在於認心為性。
陸隴其終身佩服朱熹，以朱熹的是非為是非，認為“宗朱子者為正學，不宗朱子者即非正學。……今有不宗朱子之學者，亦當絕其道，勿使併進”，更反對王守仁“致良知”的陽明學，被清廷譽為“本朝理學儒臣第一”。與陸世儀並稱“二陸”。諡清獻，從祀孔廟。

## 著作
陸隴其一生著書不斷。著有《古文尚書考》一卷、《讀禮志疑》二卷、《四書講義困勉錄》三十七卷、《松陽講義》十二卷、《松陽鈔存》二卷、《續困勉錄》六卷、《戰國策去毒》二卷、《讀朱隨筆》十卷、《禮經會元注》八卷、《靈壽縣誌》十六卷、《一隅集》八卷、《三魚堂文集》十二卷、《外集》六卷、《附錄》一卷、《三魚堂隨筆》四卷、《問學錄》若干卷等。後人將陸隴其的著作匯集編為《陸子全書》。

## 延伸阅读
[在维基数据编辑]
 《清史稿·卷256》
 《清史稿·卷265》，出自趙爾巽《清史稿》